# Jeremias II.
Jeremias II. Tranos (řecky Ἰερεμίας Τρανός; 1530 nebo 1536 – konec roku 1595) byl ekumenický patriarcha Konstantinopole ve třech funkčních obdobích mezi lety 1572 a 1595.

## Život
Jeremias Tranos se narodil v Anchialu (dnes Pomorie) ve vlivné řecké rodině. Přesný rok narození není znám, pravděpodobně 1530, ale někteří učenci uvádějí 1536. Studoval u nejlepších řeckých učitelů své doby a v mládí se stal mnichem. Podporován bohatým Michaelem Kantakuzénem byl kolem roku 1568 jmenován biskupem v Larisse.
Když Kantakuzénos dosáhl sesazení patriarchy Metrofana III., Jeremias byl s jeho podporou poprvé zvolen patriarchou dne 5. května 1572. Jeremiasovou první starostí byla reforma církve: svolal synodu s cílem vykořenit simonii. Také rekonstruoval svou katedrálu, což v té době byl chrám Pammakaristos. Během svého prvního funkčního období navázal Jeremias také první kontakty s luterány, ty však skončily neshodou. 3. března 1578 byl popraven jeho patron Kantakuzénos, a tak Jeremiasova pozice zeslábla. 23. (nebo 29.) listopadu 1579 byl pak sesazen a exkomunikován, zatímco jeho rival Metrofanés III. se vrátil na patriarší trůn.
Metrophanés III. zemřel v srpnu 1580 a Jeremias se vrátil na trůn, pravděpodobně 13. srpna. V letech 1580 až 1583 byly kontakty mezi Jeremiasem a vyslanci papeže ohledně zavedení gregoriánského kalendáře v Řecku: Řím si byl téměř jistý pozitivním řešením, ale Jeremiasův konečný postoj byl zamítavý. V roce 1584 Jeremias daroval papeži Řehořovi XIII. dvě relikvie, a to svatého Jana Zlatoústého a svatého Ondřeje Krétského.
V zimě mezi roky 1583 a 1584 byl Jeremias terčem spiknutí části řeckých biskupů, vedených Pachomiem z Kaisaria a Theoleptem z Filippoupole, kteří ho obvinili, že podporuje řecké povstání proti Osmanské říši, že křtí muslimy a že je v kontaktu s papežstvím. Jeremias byl zatčen a zbit a následovaly tři procesy: první skončil osvobozením, ale poslední vedl k jeho sesazení 22. února 1584 a poslání do exilu na Rhodu.
Na přímluvu francouzského velvyslance získal Jeremias v roce 1586 svobodu. Z Rhodu se vydal na cestu přes Polsko-litevskou unii (která zahrnovala i dnešní Ukrajinu) a Rusko, aby získal finanční prostředky. Do Moskvy dorazil 11. července 1588 a po jednání s Borisem Godunovem (regentem cara Fjodora I.) dne 26. ledna 1589 intronizoval Joba Moskevského jako prvního patriarchu Moskvy a vší Rusi. Patriarcha Jeremias II. tak uznal ruské pravoslaví za samostatnou (autokefální) církev. Na cestě zpět do Konstantinopole Jeremias sesadil kyjevského metropolitu Onisifora a na jeho místo jmenoval a vysvětil Michaela Rahozu.
Po Jeremiasově sesazení v roce 1584 spravovali církev dva další patriarchové, Pachomios II. a Theoleptos II., který byl sesazen v květnu 1586. Poté církev řídil Jeremiášův příznivec, jáhen Nikeforus (zemřel 1596) a po deset dní pak jáhen Dionýsius Filozof (pozdější metropolita Larissy). V dubnu 1587 byl Jeremias formálně znovu zvolen patriarchou, ale kvůli jeho nepřítomnosti na cestách církev nadále řídil náhradník, jáhen Nikeforus. 4. července 1589 sultán potřetí formálně jmenoval Jeremiase patriarchou Konstantinopole (potřetí). Jeremias byl o volbě informován až v roce 1589 v Moldavsku, když byl na cestě zpět do Konstantinopole, kam dorazil v roce 1590.
12. února 1593 synod v Konstantinopoli schválil autokefalii moskevského patriarchátu. Přesné datum Jeremiasovy smrti není známo, ale došlo k ní mezi zářím a prosincem 1595 v Konstantinopoli.

## Jednání s luterány
V letech 1576 až 1581 Jeremias vedl první důležitou teologickou výměny mezi pravoslavím a protestanty. Dne 24. května 1575 luteráni Jakob Andreae a Martin Crusius z Tübingenu darovali patriarchovi výtisk Augsburského vyznání přeloženého do řečtiny. Jeremias II. napsal tři polemické „Odpovědi“, které dovozují, že východní pravoslavná církev reformaci nepotřebuje. Luteráni odpověděli na první dva dopisy, ale třetí dopis rozpory mezi oběma stranami dovršil. Význam výměny spočíval v tom, že poprvé přesně a jasně prezentovala vzájemné pozice pravoslaví a reformačních církví.